# キバナキョウチクトウ属

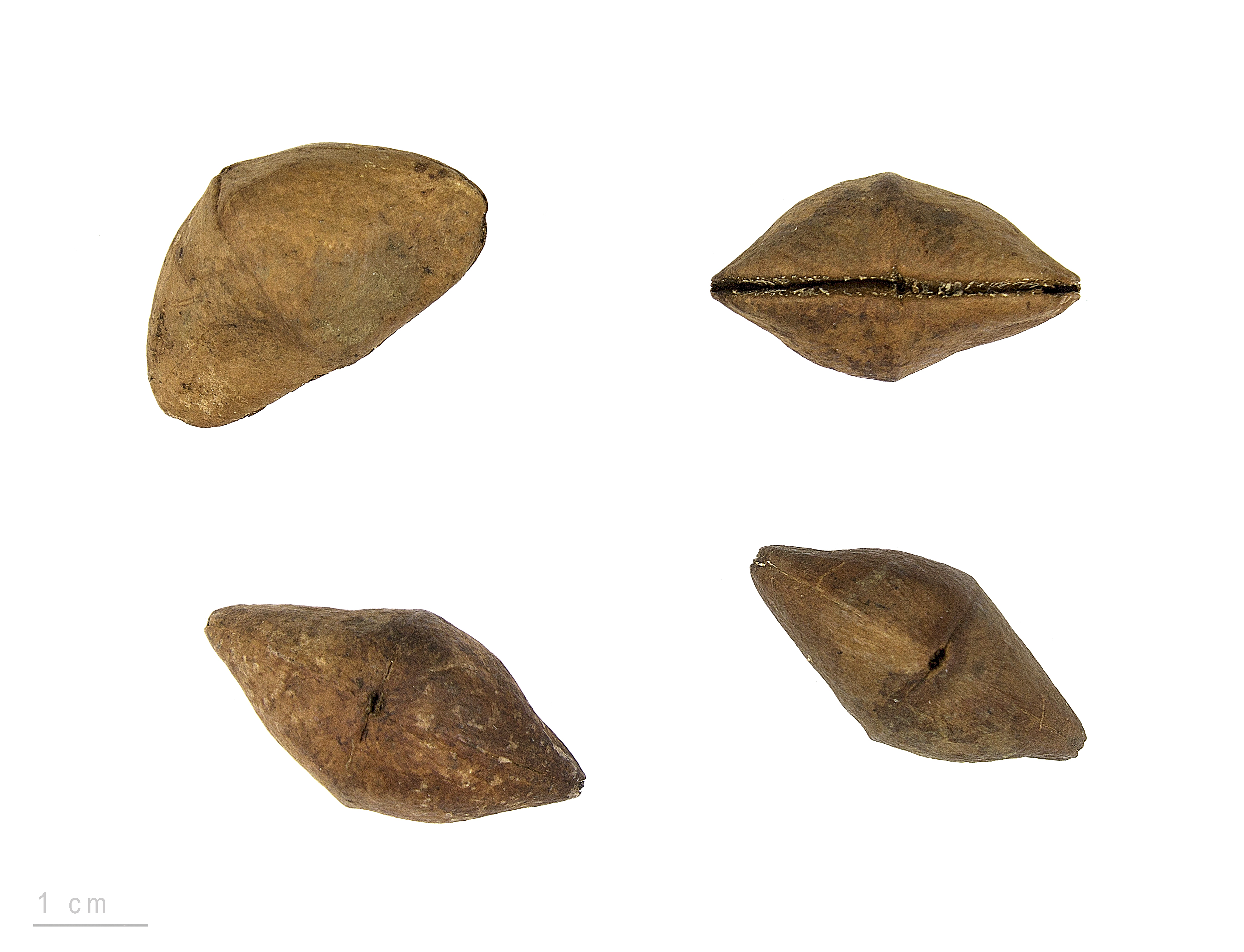
Thevetia peruviana

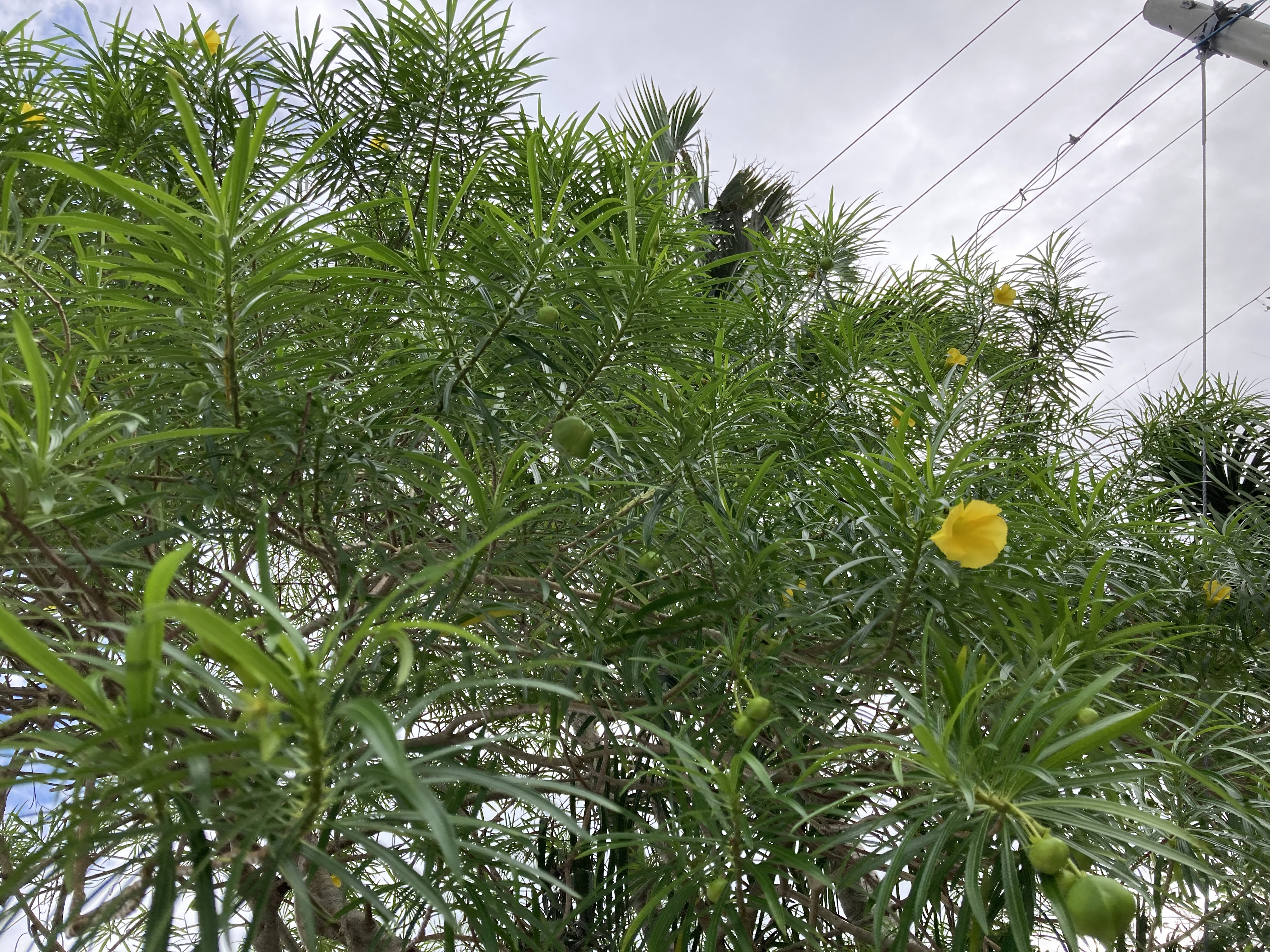
キバナキョウチクトウの石果と花（2022年11月 沖縄県名護市 植栽）

キバナキョウチクトウ属(学名:Thevetia)はキョウチクトウ科の属の一つで、メキシコからパラグアイの熱帯から亜熱帯にかけて10種あまりが分布しており、低木または小高木である。テベティア属とも言う。
観賞植物としての利用価値のあるものは3，4種あるが、日本で見かけるのは、キバナキョウチクトウ（T. peruviana）だけなので、以下ではこれについて説明する。なお、キョウチクトウ属のキョウチクトウ（Nerium oleander）に淡黄色の花を咲かせる品種があるが、別の植物である。

## 種

### キバナキョウチクトウ
ペルーに分布する樹高4m位の低木。半耐寒性で、東京や大阪では鉢植えにして冬は室内で栽培する必要がある。落葉樹だが、一般の樹木が芽吹く春先に落葉し、6月頃に新芽が出る。葉は互生し披針形で、明るい黄緑色をしており光沢がある。開花期が長く、7月から10月初め頃まで咲き、花は直径4cmくらい、花弁は5枚螺旋状につき、黄色またはオレンジ色で開いても半開きのまま。プリムラ・ポリアンサに似た香りがある。果実は石果とよばれる3cmくらいの菱形のもので、中にタネが2個入っている。

#### 栽培
挿し木や接ぎ木はできないので、実生から栽培する。種まきは取り播きが一番良いようで、こぼれ種がよく生える。イギリスやフランスでタネが売られており、インターネットで入手できるので、冬のうちに入手し、地面に播いて1cmくらい覆土しておくと、5月頃に発芽する。生えてきたら、6寸以上の鉢に定植するか、日当たりと排水がよく、冬の北風が当たらないところに定植する。

### メキシコキョウチクトウ

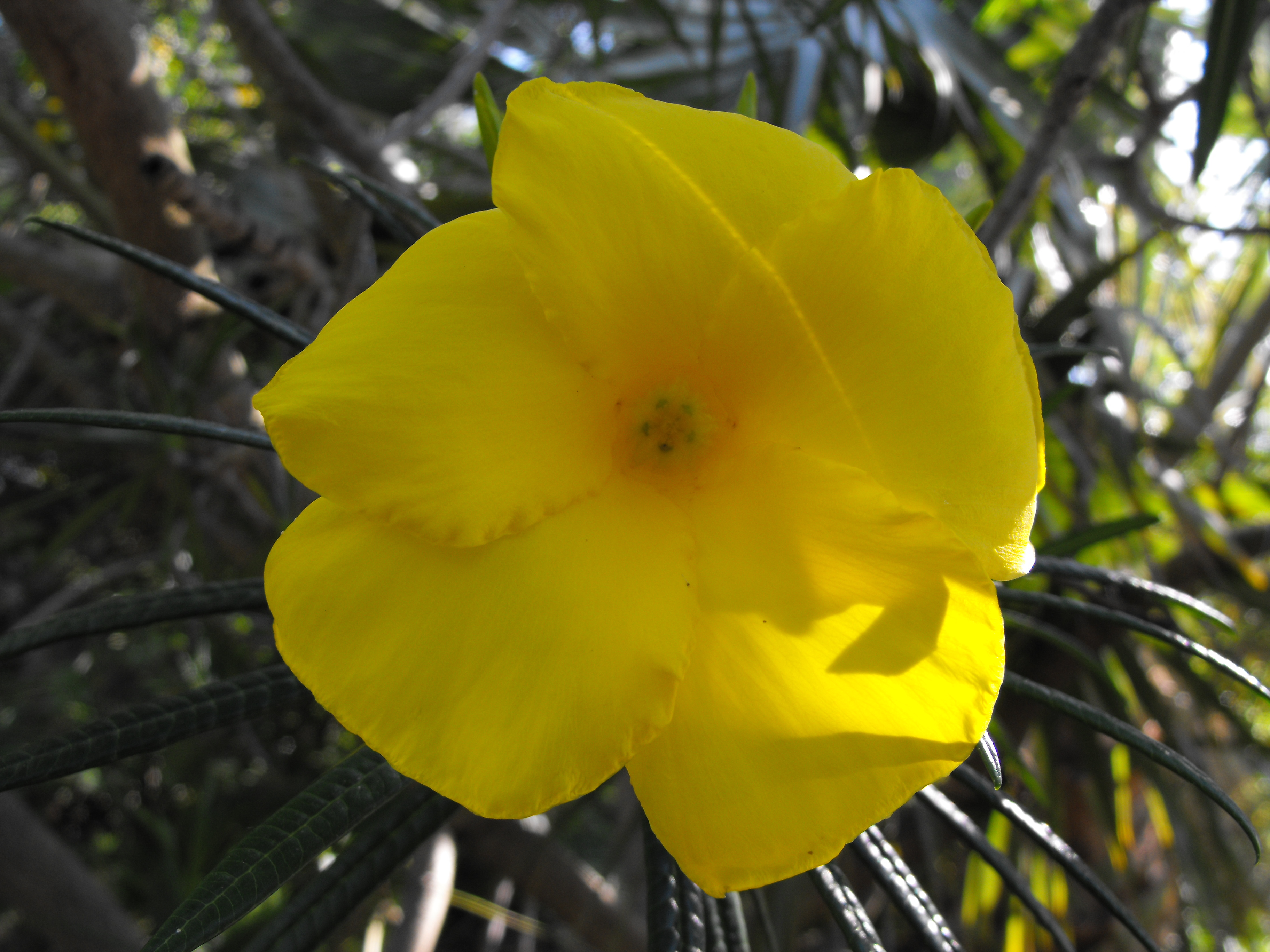
メキシコキョウチクトウ

学名 T. thevitioides。メキシコ原産の常緑低木。鮮やかなレモン･イエローの花を付ける。キバナキョウチクトウとは異なり、花は大きく広がる。

## 毒性
キョウチクトウ同様の強心配糖体(オレアンドリンなど)を含み劇毒となる。中毒症状など詳細はキョウチクトウ#毒性を参照。